# Ирбид
И́рбид (араб. إربد‎, в античные времена Арабелла, Бет-Арбель) — город в Иордании. Административный центр мухафазы Ирбид. Третий по величине город страны после Аммана и Эз-Зарки и вторая по величине (после Аммана) агломерация, население которой насчитывает около 660 000 человек. Город населён со времён бронзового века.
Расположен в 70 км к северу от Аммана, на высоте 583 м над уровнем моря. Население по данным на 2007 год составляет 327 543 человека. Является важным транспортным узлом между Амманом — на юге, Сирией — на севере и городом Эль-Мафрак — на востоке.
В Ирбиде расположены такие крупные университеты как Ярмук и Иорданский университет науки и техники. По данным на 2007 год в городе проживали около 70 000 студентов, обучающиеся в 10 университетах, институтах и колледжах, из которых около 8000 были иностранными студентами из 47 государств.
В Ирбиде родились бывшие премьер-министры Иордании Абдельрауф аль-Равабде и Васфи ат-Телль.

## Климат
| Показатель                    | Янв.  | Фев. | Март | Апр. | Май  | Июнь | Июль | Авг. | Сен. | Окт. | Нояб. | Дек. | Год   |
| ----------------------------- | ----- | ---- | ---- | ---- | ---- | ---- | ---- | ---- | ---- | ---- | ----- | ---- | ----- |
| Средний суточный максимум, °C | 12,9  | 14,1 | 16,9 | 22,1 | 26,9 | 29,9 | 31,1 | 31,3 | 29,8 | 26,6 | 20,6  | 15,0 | 23,1  |
| Средняя температура, °C       | 8,9   | 9,8  | 12,1 | 16,3 | 20,5 | 23,7 | 25,1 | 25,5 | 24,0 | 20,8 | 15,3  | 10,7 | 17,7  |
| Средний суточный минимум, °C  | 4,9   | 5,4  | 7,3  | 10,6 | 14,1 | 17,4 | 19,2 | 19,6 | 18,2 | 15,1 | 10,0  | 6,4  | 12,3  |
| Норма осадков, мм             | 111,6 | 92,3 | 87,5 | 25,7 | 6,7  | 0,6  | 0,0  | 0,0  | 0,7  | 13,2 | 50,4  | 82,9 | 471,6 |
| Источник:                     |       |      |      |      |      |      |      |      |      |      |       |      |       |

## Города-побратимы
- Яссы, Румыния
- Газиантеп, Турция
- Чжэнчжоу, Китай